# Petar Živković
Petar Živković, (Negotin, 1. siječnja 1879. – Pariz, 3. veljače 1947.), srbijanski, jugoslavenski general i premijer. 
Sudjelovao u obaranju dinastije Obrenovića (29. svibnja 1903.). Organizirao dvorsku časničku skupinu "Bela ruka" (1911.), na čijem će čelu, kao jedan od inspiratora solunskog procesa, likvidirati Dragutina Dimitrijevića Apisa (1917.). Predsjednik vlade, ministar unutarnjih poslova, vojske i mornarice za Šestosiječanjske diktature (1929. – 1934.), od 1931. organizator, a od 1936. predsjednik režimske rakcionarne političke grupacije Jugoslavenske nacionalne stranke (JNS). Od travnja 1941. u emigraciji, kao član emigrantske vlade. Osuđen na smrt s grupom Draže Mihajlovića, kao izdajnik i ratni zločinac (1946.).